# Eugene J. Martin

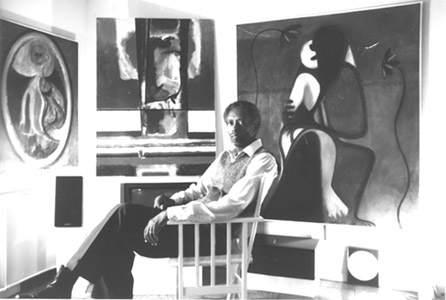
Autorretrato, 1990.

Eugene James Martin (Washington D. C., 24 de julio de 1938 - Lafayette, Luisiana, 1 de enero de 2005) fue un creativo pintor afrodescendiente. 

## Arte
El arte de Eugene J. Martin es conocido por su compleja mezcla de collages en papel, su generalmente suave humor dibujado en grafito, bolígrafo y tinta, y sus pinturas en papel y en tela, en los cuales se pueden incorporar alusiones no vulgares a animales, máquinas e imágenes estructuradas entre otras áreas de abstracción “pura”, construida o lírica.

## Vida
Eugene James Martin no pertenencia a ninguna escuela o movimiento artístico, permaneciendo como un individualista por toda su vida. Después de frecuentar la Corcoran School of Art, entre 1960 y 1963, tornouse un profesional pintor de Bellas Artes, considerando la integridad artística como su único guía. Vivió por un corto período en Chapel Hill, en Carolina del Norte, de 1990 a 1994, volvió a Washington D. C., y en 1996, se mudó para Lafayette, Luisiana con su esposa, una bióloga, con quien se casara en 1988.

## Colecciones
El trabajo de Eugene Martin puede ser encontrado en numerosas colecciones de arte privadas por todo el mundo, y está incluida en las colecciones permanentes del Ogden Museum of Southern Art, en Nueva Orleans; Sheldon Museum of Art en Lincoln, Nebraska; High Museum of Art en Atlanta, Georgia, Alexandria Museum of Art, en Luisiana; Louisiana State University en Baton Rouge, Luisiana; Masur Museum of Art en Monroe, Luisiana; Stowitts Museum & Library, en Pacific Grove, California; Munich Museum of Modern Art; Arthur Schomburg Center for Research in Black Culture, Nueva York; Mobile Museum of Art, Alabama; Walter O. Evans Collection of African American Art, en Savannah, Georgia, Paul R. Jones Collection of African American Art, en la University of Delaware, Walter Anderson Museum, en Ocean Springs, Misisipi, y el Ohr-O'Keefe Museum Of Art en Biloxi, Misisipi.